# Nierl
Nierl (ros. Нерль, t. Nierl Wołżańska – Нерль Волжская, Wielka Nierl – Нерль Большая) – rzeka w północnej Rosji przeduralskiej (obwody jarosławski i twerski), prawy dopływ Wołgi w zlewisku Morza Kaspijskiego. Długość – 112 km, powierzchnia zlewni – 3270 km², średni przepływ 55 km przed ujściem – 12,8 m³/s. Żeglowna 40 km od ujścia. Reżim mieszany z przewagą śnieżnego. Pokrywa lodowa od listopada do kwietnia.
Wypływa z jeziora Pleszczejewo na północno-wschodnim skraju Wyżyny Moskiewskiej jako Wioksa. Po 9 km uchodzi do jeziora Somino, z którego wypływa na północny zachód. Płynie przez Nizinę Środkoworosyjską i uchodzi do Wołgi na zachodnim końcu Zbiornika Uglickiego. Popularny szlak turystyki kajakowej i miejsce wędkowania.